# Departament de l'arròs de Sueca

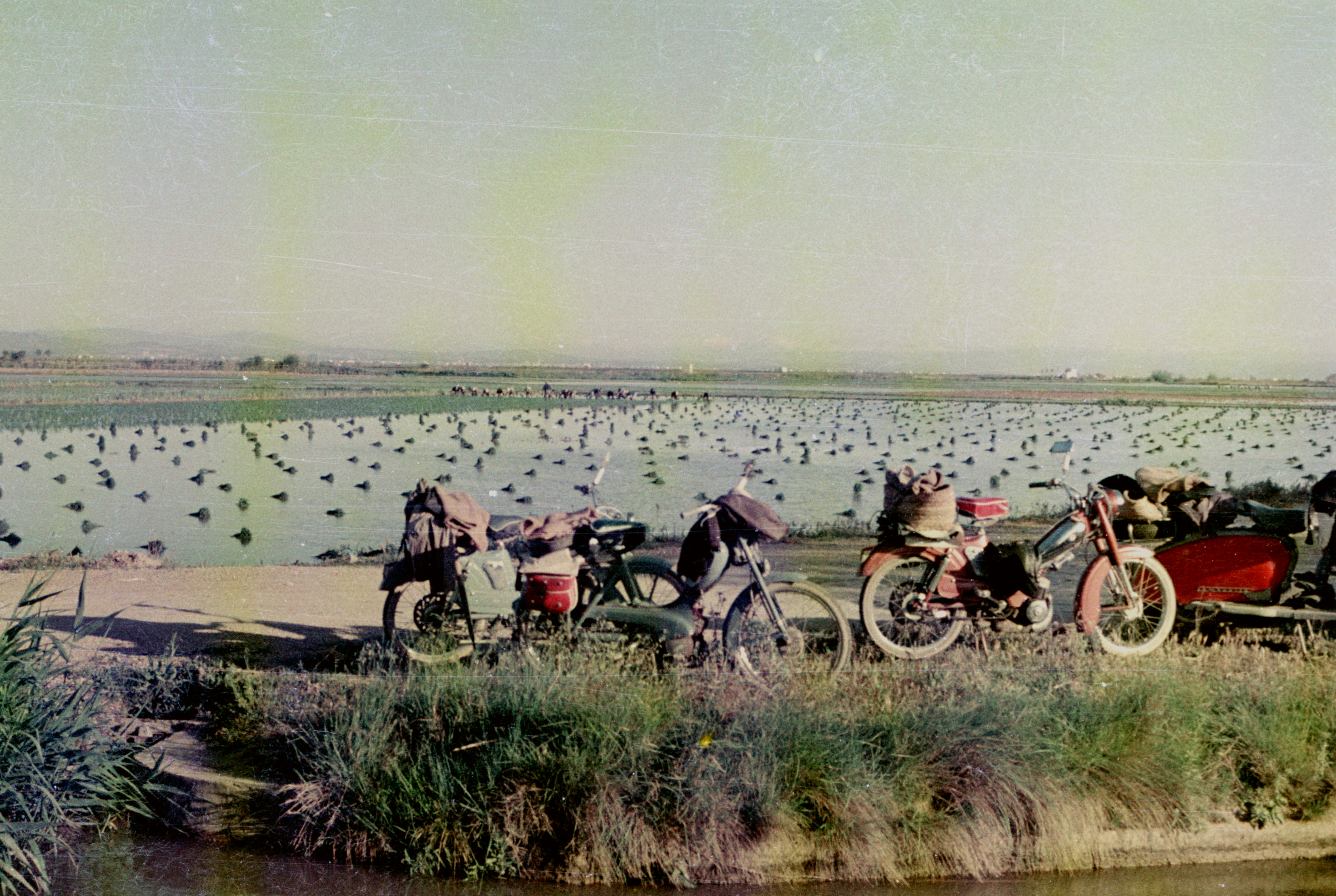
Camps d'arròs a Sueca, 1966.

El Departament de l'arròs de Sueca, també conegut com l'Estació arrossera de Sueca, és un centre públic d'investigació agrària dedicat al cultiu de l'arròs. Fundat en 1913, actualment depèn de l'IVIA.
Creat a partir d'una Reial Orde de 1911, comença a funcionar en 7 de febrer de 2013, a terrenys cedits per l'Ajuntament de Sueca i per l'estat. En 1965 es va construir l'actual edifici. Per a 1968, les llavors produïdes al departament superaren per primera vegada les importades.
Del centre han eixit varietats d'arròs com el Balilla x Sollana (1960), Sequial i Badia (anys 60), el Sénia (anys 80), el Baixet, Marjal i Ullal (1998), Alena (2002), J. Sendra (2005), Sivert, Cormorán i Gavina (2006) i Sarcet i Albufera (2007).